# اتفاق تطبيع العلاقات بين إسرائيل والبحرين
الاتفاق البحريني الإسرائيلي هو اتفاقٌ أعلن بين إسرائيل والبحرين في 11 سبتمبر (أيلول) 2020، وبتوقيعه ستُصبح البحرين رابع دولة عربية، بعد مصر عام 1979 والأردن عام 1994، والإمارات توقع اتفاقية سلام مع إسرائيل. الاتفاق أعلن عنه الرئيس الأمريكي دونالد ترامب في تغريدة، قال فيها: «خطوة تاريخية جديدة اليوم! الدولتان الصديقتان العظيمتان إسرائيل ومملكة البحرين توصلتا لاتفاق سلام. ثاني دولة عربية تعقد السلام مع إسرائيل في 30 يوما».
في 2 نوفمبر 2023 وخلال معركة طوفان الاقصى قررت البحرين وقف العلاقات الاقتصادية مع "إسرائيل" واستدعاء السفير البحريني من "تل أبيب" والطلب من السفير الإسرائيلي مغادرة البلاد.

## التسمية
تُعرف معاهدة السلام (بالإنجليزية: Peace treaty) حسب القانون الدولي بأنه معاهدةٌ (أو اتفاقٌ) بين طرفين أو أكثر من الأطراف المُتعادية (عادةً ما تكون دولًا أو حكوماتٍ) بحيث تُنهي رسميًا حالة الحرب بين الأطراف. وُقعت معاهدة السلام المصرية الإسرائيلية في 26 مارس 1979، وترتب عليها توقف حالة الحرب التي كانت قائمة منذ الحرب العربية الإسرائيلية عام 1948 مع سحب إسرائيل لكامل قواتها المُسلحة والمدنيين من شبه جزيرة سيناء التي كانت قد احتلتها خلال حرب 1967. أما معاهدة السلام الأردنية الإسرائيلية والتي وُقعت في 26 أكتوبر 1994 فقد حسمت العديد من القضايا، ومنها الحدود الإدارية بين الأردن والضفة الغربية التي احتلتها إسرائيل عام 1967، بالإضافة لقضايا المياه والجرائم والبيئة والمعايير الحدودية وجوازات السفر والتأشيرات واللاجئين الفلسطينيين، ونصت مُعاهدة السلام على إنهاء حالة العداء الرسمية بين البلدين.
حسب خبير العلاقات الدولية والدبلوماسي العراقي السابق عمر غانم، فإنه في سياق القضية الفلسطينية يُمكن استعمال مصطلح «معاهدة سلام» مع الدول الحدودية لإسرائيل، والتي كانت قد دخلت في نزاعاتٍ مسلحةٍ مباشرة معها منذ عام 1948، وتشمل سوريا، لبنان، الأردن، مصر، فلسطين. أما «اتفاق التطبيع» فهو يُشير إلى جعل العلاقات طبيعيةً بعد فترةٍ من التوتر أو القطيعة، وتتضمن إنشاء علاقاتٍ دبلوماسية بين إسرائيل والدول المُقاطعة، تضامنًا مع القضية الفلسطينية والدول الحدودية، بالاعتماد على قرارات جامعة الدول العربية ومنظمة التعاون الإسلامي.
يُطلق على الاتفاق البحريني الإسرائيلي العديد من التسميات، وتتضمن: اتفاق التطبيع البحريني الإسرائيلي، معاهدة السلام البحرينية الإسرائيلية، اتفاق السلام البحريني الإسرائيلي، الاتفاق الثلاثي (البحريني-الإسرائيلي-الأمريكي)، وأيضا الاتفاق البحريني الإماراتي الإسرائيلي.

## خلفية تاريخية

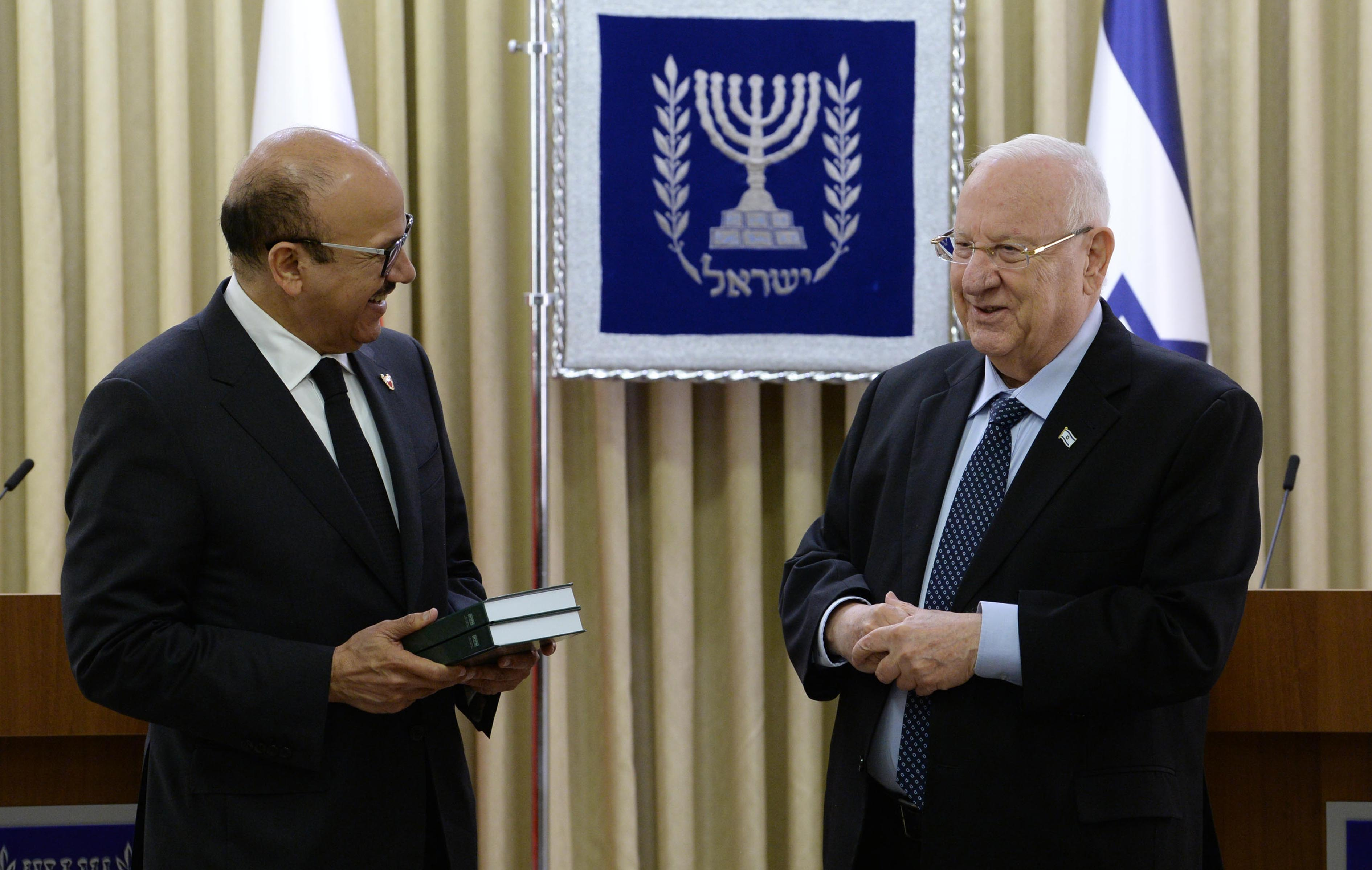
لقاء رؤوفين ريفلين مع وزير خارجية مملكة البحرين بالقدس، نوفمبر 2020

يأتي الاتفاق في وقت تكثف فيه إدارة ترامب جهودها لإنهاء المقاطعة العربية لإسرائيل دون إيجاد حل للقضية الفلسطينية. في يونيو 2019، نُظم مؤتمر البحرين للسلام الاقتصادي حول فلسطين، حيث عرضت إدارة ترمب الجزء الاقتصادي من صفقة القرن، قاطعت السلطة الوطنية الفلسطينية المؤتمر، بينما لم يكن لإسرائيل تواجد رسمي، إلا أن البحرين سمحت بحضور صحفي إسرائيلي.
قبل أقل من شهر بقليل من إعلان الرئيس الأمريكي ترمب للاتفاق البحريني الإسرائيلي، كانت اتفاقا إماراتيا إسرائيليا أعلنه ترمب على تويتر أيضًا قد أُعلن، وهنأت وزارة الخارجية البحرينية في بيان لها الإمارات العربية المتحدة على الاتفاق ورحبت به، بينما أشارت الصحافة الإسرائيلية إلى وجود محادثات وتوقعات بأن تكون البحرين الدولة التالية التي تقيم علاقات رسمية مع إسرائيل.
في 15 أغسطس 2020، وبعد إعلان الاتفاق الإماراتي الإسرائيلي قالت إذاعة الجيش الإسرائيلي إنّ هناك مباحثات متقدمة تجري مع البحرين سعيًا لتطبيع العلاقات. كما ذكرت وسائل إعلام إسرائيلية في 2 سبتمبر 2020 أنه من المتوقع أن تعلن البحرين قريبًا تطبيع العلاقات مع إسرائيل.

## الاتفاق
أعلنت البحرين في 11 سبتمبر 2020 موافقتها على تطبيع العلاقات مع إسرائيل، وأنَّ الاتفاق سيوقع رسميًا في احتفالٍ بتاريخ 15 سبتمبر 2020 في البيت الأبيض.
نص الإعلان باللغة العربية:
| « | الرئيس دونالد ترامب، جلالة الملك حمد بن عيسى بن سلمان آل خليفة ملك البحرين، ورئيس وزراء إسرائيل بنيامين نتنياهو تحدثوا اليوم واتفقوا على إقامة علاقات دبلوماسية كاملة بين إسرائيل ومملكة البحرين. وهذا إنجاز تاريخي لتعزيز السلام في الشرق الأوسط. فتح حوار مباشر وسوف تتعزز العلاقات بين هذين المجتمعين والاقتصادات المتقدمة الإيجابية لأجل التحول إلى شرق أوسط أفضل وزيادة الاستقرار والأمن والرخاء في المنطقة. تعرب الولايات المتحدة عن امتنانها لمملكة البحرين على استضافتها في هذا الحدث التاريخي لورشة عمل السلام في المنامة في 25 يونيو 2019، للنهوض بقضية السلام والكرامة والفرص الاقتصادية للشعب الفلسطيني، وسيواصل الطرفان الجهود المبذولة في هذا الصدد للتوصل إلى حل عادل وشامل ودائم للصراع الفلسطيني الإسرائيلي ولتمكين الشعب الفلسطيني من تحقيق كامل أهدافه. | » |

كما ذكر مستشار الرئيس الأمريكي جاريد كوشنر أنَّ اتفاق إسرائيل والبحرين سيشمل فتح سفارتين، وعقب أنَّ هناك مفاوضات مع مختلف دول المنطقة لتقريب الشعوب من بعضها.

## ردود الفعل

### السلطة الفلسطينية
أعلنت القيادة الفلسطينية رفضها واستنكارها الشديدين للإعلان الثلاثي الأميركي البحريني الإسرائيلي. قررت وزارة الخارجية والمُغتربين الفلسطينية سحب سفيرها خالد عارف من البحرين نتيجة الاتفاق.
في 14 سبتمبر 2020: قال رئيس الوزراء الفلسطيني محمد اشتية أن حكومته: «تدرس التوصية للرئيس بتصويب علاقة فلسطين بالجامعة العربية التي تقف صامتة أمام الخرق الفاضح لقراراتها والتي لم ينفذ منها شيء أصلا، والتي أصبحت رمزا للعجز العربي.» كما وصفها بأنها: «لم تعد جامعة بل مفرقة.»
في 15 سبتمبر 2020، قالت الرئاسة الفلسطينية إن:«كل ما جرى في البيت الأبيض، من توقيع اتفاقيات بين دولة الإمارات العربية المتحدة ومملكة البحرين وسلطة الاحتلال الإسرائيلي لن يحقق السلام في المنطقة.» وأنها:«لم ولن تفوض أحدا بالحديث باسم الشعب الفلسطيني ونيابة عن منظمة التحرير الفلسطينية الممثل الشرعي والوحيد للشعب الفلسطيني.»
في 22 سبتمبر 2020، قررت دولة فلسطين تخليها عن حقها برئاسة الدورة الحالية لمجلس جامعة الدول العربية ردًا على اتخاذ الأمانة العامة للجامعة موقفًا داعمًا للإمارات والبحرين بعد تطبيع علاقاتهما مع إسرائيل. كما قال وزير الخارجية والمُغتربين الفلسطيني رياض المالكي: «إن فلسطين لا يشرفها رؤية هرولة دول عربية للتطبيع مع الاحتلال، ولن تتحمل عبء الانهيار وتراجع المواقف العربية والهرولة للتطبيع.» لاحقًا اعتذرت كل من قطر، وجزر القمر، والكويت، ولبنان وليبيا استلام رئاسة الجامعة.

#### الردود الشعبية الفلسطينية
اعتبر أمين سر اللجنة التنفيذية لمنظمة التحرير الفلسطينية صائب عريقات الاتفاق البحريني الإسرائيلي في 12 سبتمبر 2020 بأنه: «إعلان رسمي بقبول صفقة القرن، وبداية لتغيير المنظومة السياسية جذريا في العالم العربي» و«ويشكل طعنة مسمومة في الظهر الفلسطيني والقضية الفلسطينية».
علق رئيس المكتب الإعلامي لمفوضية التعبئة والتنظيم لحركة فتح منير الجاغوب عبر حسابه في تويتر: «ترامب يعلن اتفاق سلام بين إسرائيل والبحرين! لو طلب ترامب من بعض الحكام العرب ان يخلعوا ملابسهم ويسيروا عراة في شوارع تل أبيب لوافقوا مقابل أن يفوز في الانتخابات القادمة، لأنهم رهنوا استمرار حكمهم بهذه الإدارة التي تعيث في الأرض فسادا»، ثم أضاف «أخيرا هدأت الجبهة البحرينية الإسرائيلية بعد سنين من الحروب والدمار والفظائع وبعد أن أزهقت مئات الآف الأرواح وضعت الحرب أوزارها وجنح القوم إلى السلم».
أعلنت حركة حماس أنَّ «اتفاق التطبيع بين إسرائيل والبحرين إصرار على تطبيق بنود صفقة القرن التي تصفي القضية الفلسطينية».

علق عضو المكتب السياسي لحزب الشعب الفلسطيني وليد العوض أنَّ «بيان التطبيع الأمريكي البحريني الإسرائيلي، ليس مفاجئا، إنه احدى الثمار الضارة لموقف وزراء الخارجية في جامعة الدول العربية التي أعطت الضوء الأخضر للراغبين في سلوك طريق التطبيع المذل.» ثم أضاف «الرد الفلسطيني المطلوب هو الإسراع في تنفيذ مخرجات اجتماع العامين دون تردد.».
فيما اعتبر عضو اللجنة التنفيذية لمنظمة التحرير الفلسطينية، والأمين العام لجبهة النضال الشعبي الفلسطيني ووزير التنمية الاجتماعية الفلسطيني أحمد مجدلاني إنّ الاتفاق:«يشكل طعنة جديدة في خاصرة القضية الفلسطينية وطعنة في ظهر الشعب.»
في 13 سبتمبر 2020: أحرق مواطنون في مدينة دير البلح الفلسطينية صورٍ لملك البحرين حمد بن عيسى آل خليفة احتجاجًا على تطبيع العلاقات مع إسرائيل. كما دعت القيادة الفلسطينية الموحدة للمقاومة الشعبية في بيان حمل رقم 1، اعتبار يوم احتفال توقيع اتفاق التطبيع بين الإمارات وإسرائيل في واشنطن “يوم رفض شعبي انتفاضي” ضد اتفاقي التطبيع بين البحرين والإمارات وإسرائيل.

### البحرين
قال وزير الخارجية البحريني خالد بن أحمد بن محمد آل خليفة السابق: «إن اتفاق السلام مع إسرائيل والذي جرى التوصل إليه مساء اليوم الجمعة، يرسل رسالة إيجابية للشعب الإسرائيلي.»، ثم أضاف «إعلان اقامة العلاقات بين مملكة البحرين و إسرائيل يصب في مصلحة امن المنطقة و استقرارها و ازدهارها . و يوجه  رسالة إيجابية و مشجعة إلى شعب اسرائيل، بأن السلام العادل والشامل مع الشعب الفلسطيني هو الطريق الافضل والمصلحة الحقيقية لمستقبله ومستقبل شعوب المنطقة»، وتابع «حين تضع مملكة البحرين نهج الانفتاح و التعايش مع الجميع في مقدمة اولويات سياستها الخارجية ، فإنها تبني على قرون من التعايش والتماسك المجتمعي فيها بين مختلف الاعراق والديانات»، وأكمل «إن نجاح البحرين في ذلك يعطينا التفاؤل بنجاح منطقتنا الاوسع في هذا النهج الصحيح».
شارك التلفزيون الحكومي «تلفزيون البحرين» في بث مباشر مشترك مع تلفزيون دبي والقناة الإسرائيلية الثانية عشر بمناسبة توقيع اتفاقي التطبيع بين دولهم في 15 سبتمبر 2020.

### الحكومة الإسرائيلية
قال رئيس الوزراء الإسرائيلي بنيامين نتانياهو تعليقًا على الإعلان «يسعدني أن أعلن للجمهور الإسرائيلي أننا سنتوصل الليلة إلى اتفاق سلام آخر مع دولة عربية أخرى، مع البحرين.» ثم أضاف عبر تغريدةٍ له في موقع تويتر «بذلك تنضم إلى اتفاقية السلام التاريخية مع الإمارات، استغرقنا 26 عاما للتوقيع على اتفاق سلام ثالث مع دولة عربية و 29 يوما لاتفاق رابع.» وتابع «هذا عهد جديد من السلام، إنه السلام مقابل السلام، الاقتصاد مقابل الاقتصاد.».
في 15 سبتمبر 2020، احتفت سُلطات الاحتلال الإسرائيلي بعد توقيع اتفاقا التطبيع مع الإمارات والبحرين بإضاءة أسوار مدينة القُدس القديمة المُحتلة بأعلام الولايات المُتحدة، وإسرائيل، والإمارات والبحرين.

### الحكومات العربية
- مصر أشاد الرئيس المصري عبد الفتاح السيسي بالاتفاق البحريني الإسرائيلي، وقال عبر حسابه الرسمي على موقع فيس بوك: «تابعت باهتمام بالغ البيان الثلاثي الصادر من الولايات المتحدة الأمريكية و البحرين و إسرائيل بشأن التوافق حول اقامة علاقات دبلوماسية بين مملكة البحرين و إسرائيل. و إذ اثمن هذه الخطوة الهامة نحو إرساء الاستقرار و السلام في منطقة الشرق الأوسط وبما يحقق التسوية العادلة و الدائمة للقضية الفلسطينية. أتقدم بالشكر لكل القائمين علي تنفيذ هذه الخطوة التاريخية.»[37]
- اليمن استنكرت وزارة الخارجية اليمنية الاتفاق البحريني الإسرائيلي قائلةً: «لا تطبيع إلا بإعادة الحقوق لأهلها وفقا لمبادرة السلام العربية»[38]
- الإمارات العربية المتحدة رحبت الإمارات بالاتفاق البحريني الإسرائيلي قائلةً أنه: «خطوة مهمة لتعزيز الأمن والازدهار في المنطقة»[39]
- الأردن علقت وزارة الخارجية وشؤون المغتربين الأردنية على الاتفاق قائلة: «التغيير المطلوب والخطوة الأساسية لتحقيق اتفاق السلام بالشرق الأوسط "يجب أن يأتيا من (قبل) إسرائيل" عبر "زوال الاحتلال»[40]

### الحكومات غير العربية
- إيران قال مستشار رئيس البرلمان الإيراني للشؤون الدولية حسين أميرعبد اللهيان مستنكرا الاتفاق البحريني الإسرائيلي: «إن اتفاق تطبيع العلاقات بين إسرائيل والبحرين خيانة كبرى للقضية الإسلامية والفلسطينيين» وأضاف: «لا ينبغي للزعماء الطائشين في الإمارات والبحرين أن يمهدوا الطريق للمخططات الإسرائيلية. ينبغي لهم تعلم الدروس من التاريخ، هل الغد ببعيد! شريان الحياة الأمريكي قد بُلي على مدار سنوات»[41]
- تركيا أصدرت وزارة الشؤون الخارجية التركية بيانًا تستنكر بشدة بشأن إقامة علاقات دبلوماسية مع إسرائيل وذكرت بأن هذا الاتفاق «سيزيد إسرائيل جرأة على مواصلة ممارساتها غير المشروعة تجاه فلسطين وجهودها لجعل احتلال الأراضي الفلسطينية دائما»[42]

### الردود الشعبية
- عبر بعض البحرينيين عن رفضهم للاتفاق البحريني الإسرائيلي عن طريق إطلاق وسم (#بحرينيون_ضد_التطبيع) والذي تصدر مواقع التواصل الاجتماعي في البحرين.[43]